# 沈修
沈修（1548年—？），字吉甫，號遜吾，浙江杭州府仁和縣人，民籍，明朝政治人物。

## 生平
萬曆四年（1576年）丙子科應天鄉試第一百二十六名，萬曆八年（1580年）庚辰科會試第二百十六名，登二甲第四十三名進士。工部觀政，十年授工部主事，十三年升员外郎，十六年升徐黄河道郎中，本年以陵上，加俸二级，十九年五月升山东漕储参政，二十一年十一月升江西兵备按察使，二十四年正月升山东右布政使，二十六年五月升广东左布政使，二十九年正月以京察去職。

## 家族
曾祖沈懋德；祖父沈璋，曾任壽官；父沈哲，曾任州同知。母錢氏。